# Stadion Kraljevica
Das Stadion Kraljevica (serbisch-kyrillisch Стадион Краљевица) ist ein Fußballstadion in der serbischen Stadt Zaječar im gleichnamigen Okrug, im Osten Serbiens an der Grenze zu Bulgarien. Seit 2023 trägt der Fußballverein Timok Zaječar im Fußballstadion des Sportkomplexes Kraljevica seine Heimspiele aus. Auf den überdachten Rängen stehen 8186 Sitzplätze zur Verfügung. Die Anlage erfüllt die Anforderungen der UEFA-Stadionkategorie 4.

## Geschichte
Als der Club Timok Zaječar 2019 sein 100-jähriges Bestehen feierte, wurden Pläne für ein neues Fußballstadion in Zaječar veröffentlicht. Der Finanzierung des Baus wurde durch ein staatliches Programm zur Verbesserung der Sportinfrastruktur im Land möglich. Von dieser Förderung profitierten u. a. auch das Stadion Dubočica in Leskovac und das Stadion Lagator in Loznica. Alle drei Spielstätten bieten zwischen 8000 und 8200 überdachte Sitzplätze. Ende Oktober 2020 wurde eine Ausschreibung für den Bau des Stadions Kraljevica gestartet, die mit der Vergabe des Auftrags im Dezember des Jahres an das Konsortium WD Concord West, DBS d.o.o., Elektrozapad d.o.o., Premer Savković d.o.o. Lazarevac, Modulor d.o.o. Beograd, Hidro-Tan d.o.o. Beograd, Kapa Projekt d.o.o. Niš, Preduzeće za proizvodnju, promet i usluge Frenki-alarm d.o.o. Valjevo, Dabicom CO d.o.o. Beograd und ECO Construction d.o.o. Beograd endete.
Am 29. Dezember 2020 wurde die Grundsteinlegung durch den Staatspräsident Aleksandar Vučić, Vanja Udovičić, serbischer Jugend- und Sportminister, sowie dem Bürgermeister Boško Ničić, in einem symbolischen Akt, durchgeführt. Die Errichtung sollte nach den ursprünglichen Plänen Ende 2022 abgeschlossen sein. Der Wert des Auftrags lag bei rund 3,38 Mrd. serbischen Dinar (rund 28,8 Mio. Euro). Der Entwurf wurde vom Centar za planiranje urbanog razvoja (CEP) d.o.o. und Sintezis inženjering erstellt. Da es im beim Bau zu Verzögerungen kam, konnte das Stadion Kraljevica erst im Herbst 2023 fertiggestellt werden. An der feierlichen Eröffnung am 19. November 2023 nahmen u. a. Aleksandar Vučić, UEFA-Präsident Aleksander Čeferin, der Präsident des serbischen Fußballverbandes Fudbalski savez Srbije, Dragan Džajić, Milorad Dodik, Präsident der Republika Srpska, und Bürgermeister Ničić, teil.
Das Stadion Kraljevica liegt im Süden der Stadt auf dem Gelände des früheren Hippodroms, nahe dem Stadion pod Kraljevicom. Dort war Timok Zaječar bis zum neuen Stadion beheimatet. Die alte Spielstätte wird heute noch als Leichtathletikstadion genutzt. Die Planungen gehen dahin, eine neue Leichtathletikanlage zu installieren. Zum Sportkomplex Kraljevica gehören u. a. auch das städtische Sport- und Freizeitzentrum Kraljevica, der Tennisclub Euroclub Zaječar und ein Schwimmbad. Das neue, rechteckig geformte Stadion bietet vier einstöckige, überdachte Ränge, die bis an den Spielfeldrand reichen. Auf den Tribünen verteilen sich blaue und türkise Kunststoff-Klappsitze zu einem Mosaik. Die LED-Flutlichtanlage verteilt sich auf vier Masten in den Stadionecken. Unter dem weißen Dach wurden in der Nordwest- und der Südostecke die beiden Videoanzeigetafeln installiert.
Es verfügt des Weiteren über separate Eingänge für die beide Fußballmannschaften. Die Anlage ist vollständig mit Kameras der Videoüberwachung abgedeckt. Der Zutritt der Zuschauer erfolgt durch Einlassschleusen, dort sind auch die Systeme zum Lesen der Barcodes auf den Eintrittskarten angebracht. Für Menschen mit Behinderung und ihre Begleitpersonen wurden extra Bereiche eingerichtet. Es bietet weiter etwa 20 Stände für Essen und Erfrischungen sowie Einrichtungen für die Medienberichterstattung. Mit dem Stadion sollen Investoren angelockt werden, um ein Hotel zu bauen. Darauf sollen weitere Hotels folgen, und Sportler kommen, sobald Unterkünfte verfügbar sind. Dies soll die Entwicklung von Sport und Tourismus in Zaječar und der Region fördern.
Im April 2024 kündigte der OFK Belgrad an, dass der Club ab dem ab Sommer für eine Übergangszeit ins Stadion Kraljevica nach Zaječar umzuziehen werde. Der Grund dafür sind die Modernisierungsarbeiten am Omladinski stadion, dass für die SuperLiga vorbereitet wird. Das Stadion Kraljevica ist, neben dem Dubočica-Stadion und dem Stadion Lagator, als eines von vier serbischen Spielstätten für die U-21-Fußball-Europameisterschaft 2027 in Serbien und Albanien eingeplant.